# Enlisted
Enlisted è una serie televisiva statunitense creata da Kevin Biegel trasmessa durante la stagione televisiva 2013-2014 su Fox.
Il 7 maggio la Fox annuncia la cancellazione della serie dopo nove episodi trasmessi, trasmettendo in seguito i restanti nel mese di giugno.

## Trama
Pete, Derrick e Randy Hill sono tre fratelli molto diversi tra loro, tutti arruolati nell'esercito degli Stati Uniti e tutti di stanza nella stessa base militare in Florida. Quando la maggior parte del personale viene dislocato all'estero, i fratelli vengono assegnati alla Retroguardia, ovvero verranno incaricati di prendersi cura della base e dei familiari dei soldati impiegati nelle varie missioni. Tra esercitazioni e rivalità con l'altro plotone presente, i fratelli rinnoveranno e rafforzeranno il loro legame.

## Personaggi e interpreti
- Pete Hill, interpretato da Geoff Stults.
- Derrick Hill, interpretato da Chris Lowell.
- Randy Hill, interpretato da Parker Young.
- Donald Cody, interpretato da Keith David.
- Jill Perez, interpretata da Angelique Cabral.

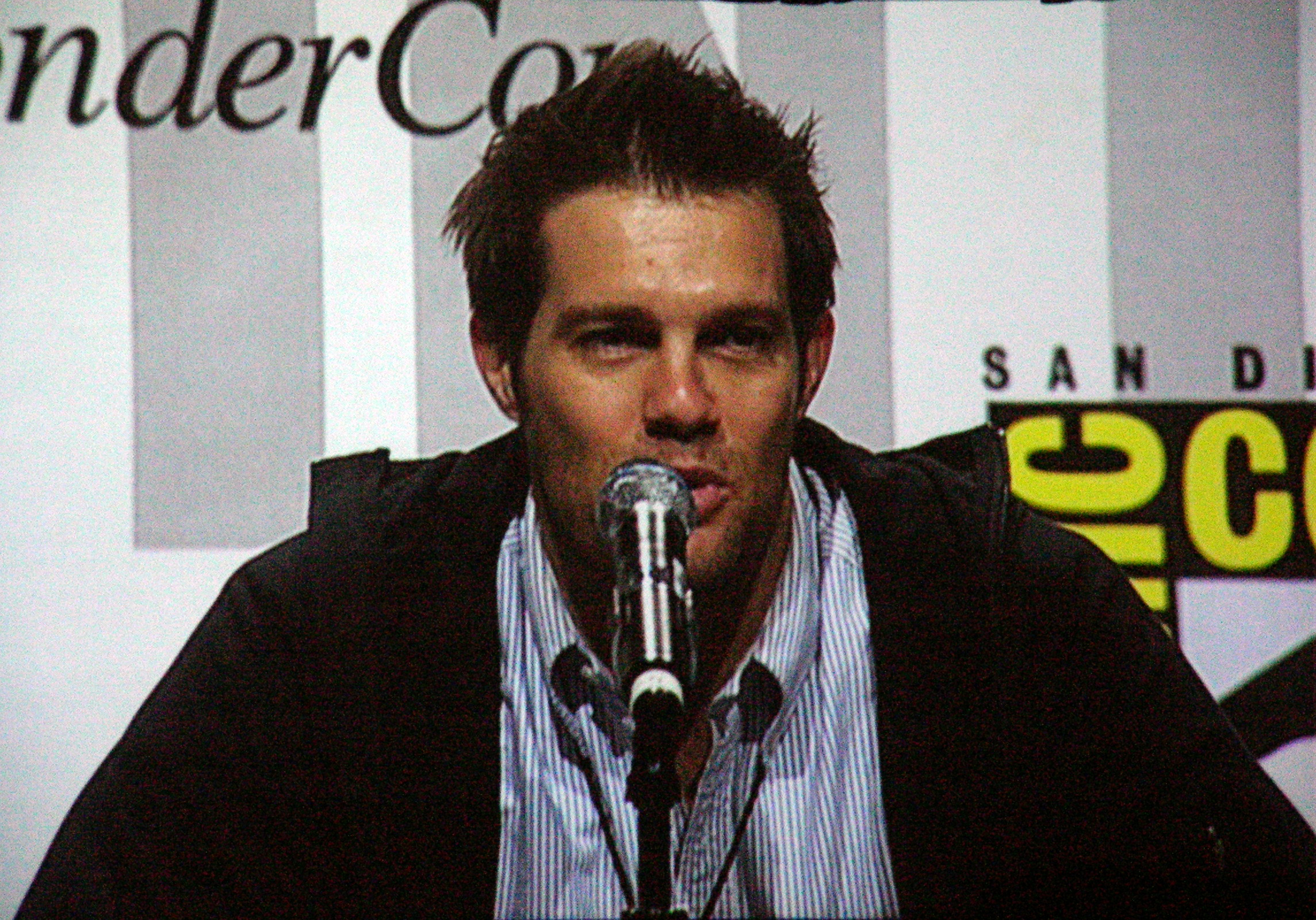
Geoff Stults interpreta Pete Hill
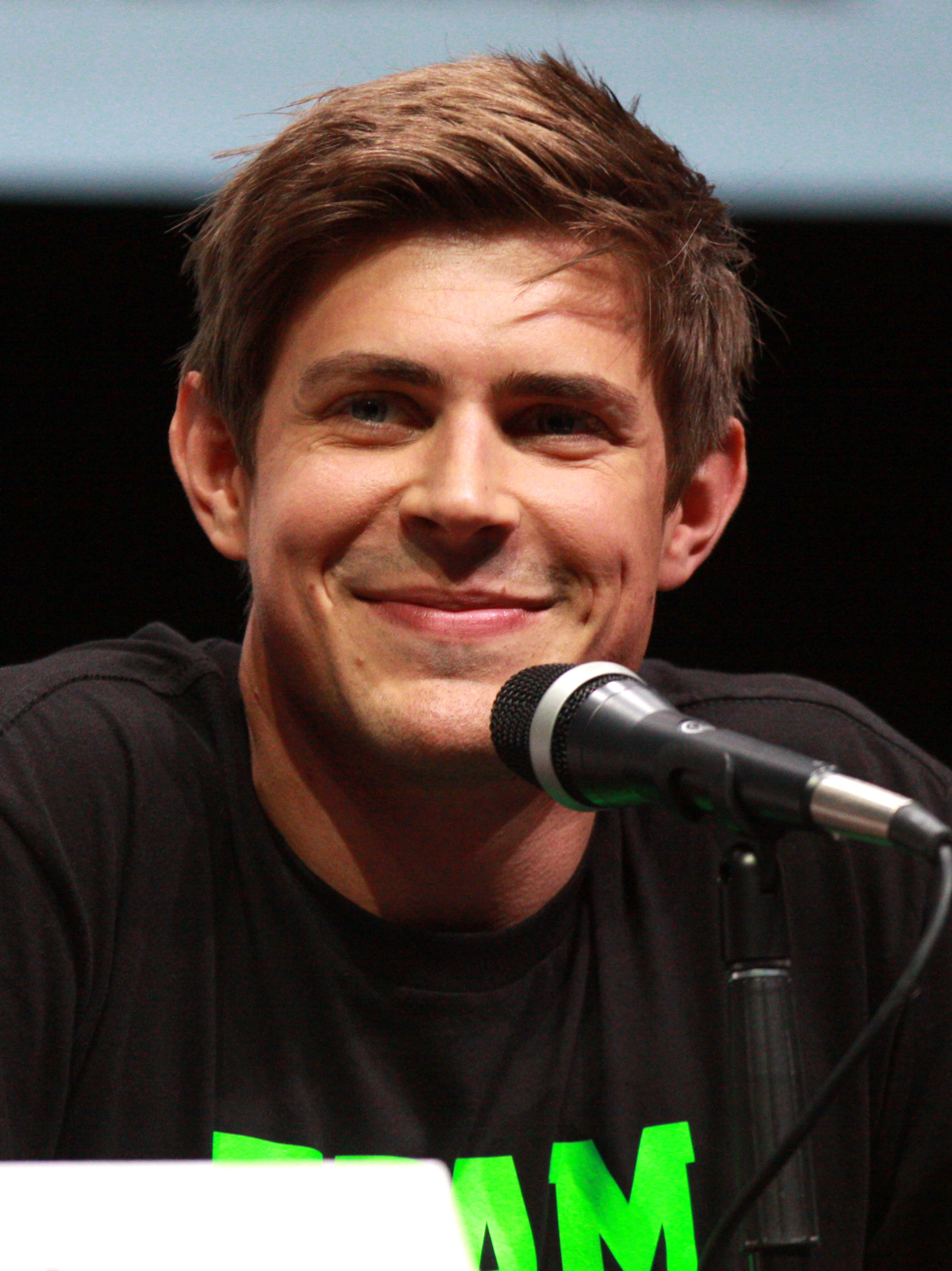
Chris Lowell interpreta Derrick Hill
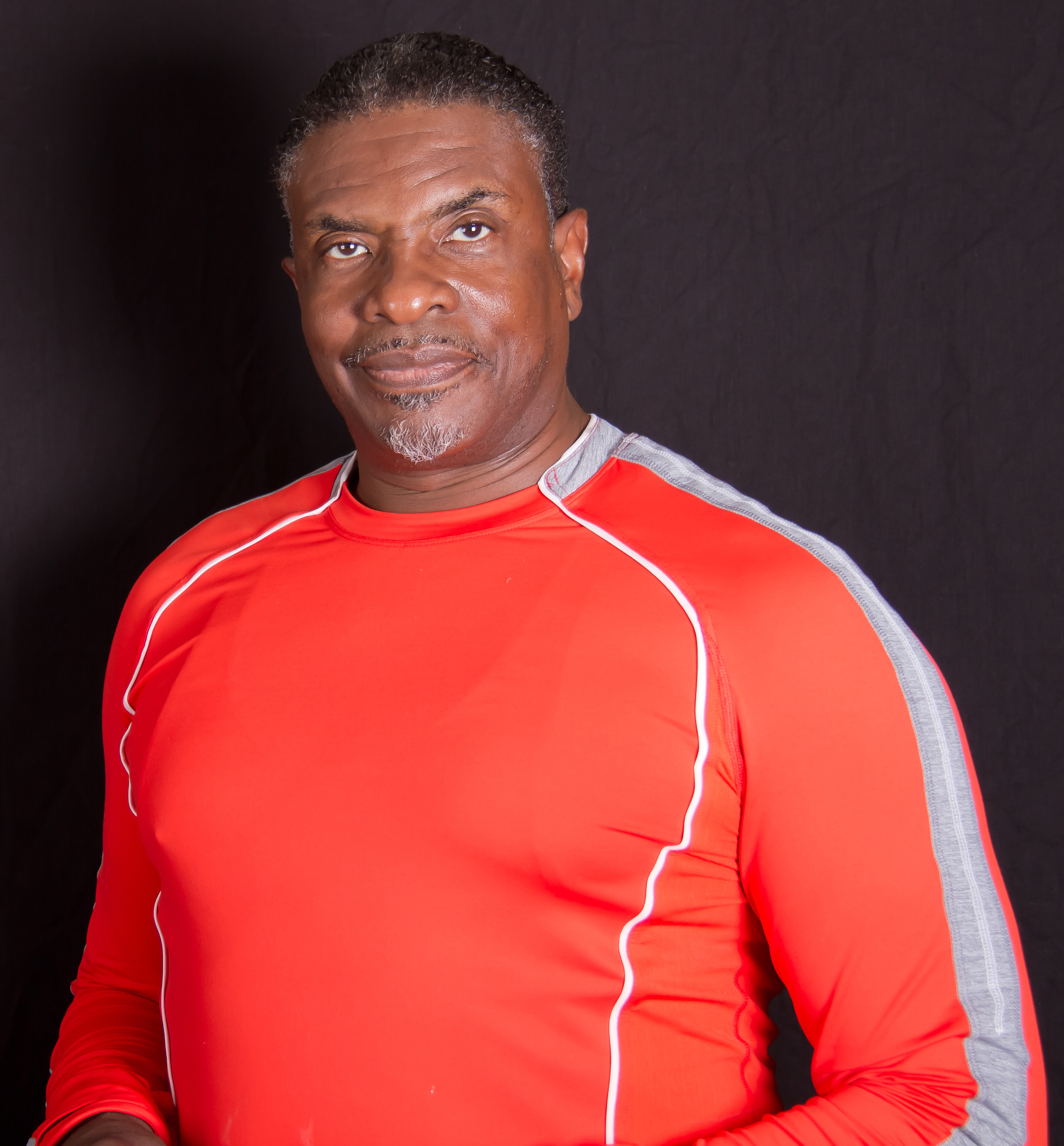
Keith David interpreta Donald Cody

### Ricorrenti
- Soldato di Prima Classe Dobkiss, interpretato da Kyle Davis.
- Soldato di Prima Classe Park, interpretata da Tania Gunadi.
- Caporale Chubowski, interpretato da Mel Rodriguez.
- Soldato di Prima Classe Mort Gumble, interpretato da Mort Burke.
- Soldato semplice Tanisha Robinson, interpretata da Michelle Buteau.
- Sam, interpretato da Rob Lamer.
- Erin, interpretata da Jessy Hodges.

## Episodi
| Stagione       | Episodi | Prima TV originale | Prima TV Italia |
| -------------- | ------- | ------------------ | --------------- |
| Prima stagione | 13      | 2014               | inedita         |

## Produzione
Il progetto della serie è iniziato a settembre 2012 e il 24 gennaio 2013 Fox ha commissionato la produzione dell'episodio pilota. La serie è stata ufficialmente ordinata l'8 maggio 2013, durante gli Upfronts. Cinque giorni dopo l'ordine, il network programma la serie per Venerdì 30 novembre, dopo le World Series di Baseball. Nel mese di settembre però, Fox ha deciso di riprogrammare la serie per il 10 gennaio 2014. Dopo averne sospeso la trasmissione al nono episodio trasmesso il 28 marzo 2014, la serie è stata ufficialmente cancellata durante il mese di maggio; tuttavia il network ha poi trasmesso i restanti quattro episodi dal 1 al 22 giugno.